# Hija
Die Hija ist eine Figur der albanischen Mythologie.
In Nordalbanien wird geglaubt, dass es sich um die Seele eines verstorbenen Menschen handelt. Nach einer Nacht mit der Leiche konnte sie das Grab verlassen und frei herumwandern, meist zu den Orten hin, wo der Verstorbene gelebt hat. Nachts konnten nur Hunde die Hija sehen. Wenn ein Hund ohne Grunde nachts bellte, wurde davon ausgegangen, die Hija überbringe der Seele eines lebenden Menschen die Nachricht, dass sie bald vereint würden, dass also jemand bald sterben werde.
In Mittelalbanien wird geglaubt, dass die Hija ein Geist bzw. Dämon ist. Nach den Übersetzungen des Schriftstellers Gjon Buzuku handelt es sich um ein Gespenst.